# عبور بی‌ضرر

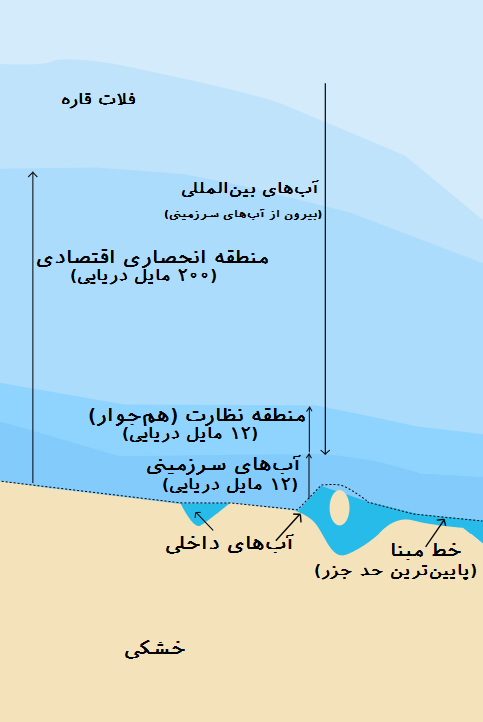
نقشه مناطق دریایی از خط مبدأ به سمت ساحل: آب‌های داخلی تا ۱۲ مایل دریایی دورتر از ساحل: آب‌های سرزمینی ۱۲ مایل دریایی دیگر پس از آن: منطقه همجوار تا ۲۰۰ مایل دریایی دور از ساحل: منطقه انحصاری اقتصادی فراتر از آب‌های سرزمینی: آب‌های آزاد

عبور بی‌ضرر یک مفهوم در کنوانسیون ملل متحد درباره حقوق دریاها است که به کشتی‌ها اجازه می‌دهد تا برای عبور از آب‌های سرزمینی یک کشور دیگر بر اساس محدودیت‌های خاصی، عبور کند.
اما در شرایط جنگی مقررات حقوق جنگ حاکم است که بر اساس آن اگر کشوری درگیر جنگ باشد از حق بازرسی کشتی‌های عبوری برخوردارند.
عبور بی‌ضرر، ادعای مالکیت کشور ساحلی بر آب‌های سرزمینی را به رسمیت می‌شناسد بر خلاف آزادی ناوبری که به‌طور مستقیم آن را نقض می‌کند.
این قانون در ۱۹۵۸ تدوین و در ۱۹۸۲ تأیید شد.
بند ۱۹ این کنوانسیون عبور بی‌ضرر را به شکل زیر تعریف می‌کند:
- عبور در صورتی بی‌ضرر است که به صلح، نظم، یا امنیت کشور ساحلی خللی وارد نکند. چنین عبور و مروری باید با حفظ شرایط این کنوانسیون و دیگر قوانین بین‌المللی صورت گیرد.
- در صورتی که یک کشتی در آب‌های سرزمینی یک کشور دیگر به هر یک از اقدامات زیر دست بزند، عبور و مرور آن مخل صلح، نظم عمومی یا امنیت کشور ساحلی تلقی می‌شود.
- هر گونه تهدید یا استفاده از زور علیه حاکمیت، تمامیت ارضی یا استقلال سیاسی کشور ساحلی، یا هر گونه نقض قوانین بین‌المللی که در منشور سازمان ملل تجسم یافته‌است.
- هر گونه استفاده یا تمرین با سلاح، از هر نوعی که باشد.
- هر گونه عملی با هدف کسب اطلاعاتی که علیه امنیت یا وضعیت دفاعی کشور ساحلی تلفی شود
- اقدام به هرگونه عملیات پروپاگاندا که وضعیت دفاعی یا امنیت کشور ساحلی را هدف قرار داده باشد.
- پرواز، فرود یا حمل هرگونه هواپیما
- استفاده از، فرود آوردن یا همراه داشتن هرگونه ادوات نظامی
- بارگذاری یا تخلیهٔ هرگونه کالا، ارز یا افرادی که با قوانین یا مقررات گمرکی، مالی، مهاجرتی یا بهداشتی کشور ساحلی منافات داشته باشد
- هرگونه عمل تعمدی و ایجاد آلودگی که با این کنوانسیون منافات داشته باشد.
- هر شکلی از فعالیت‌های ماهیگیری
- اقدام به فعالیت‌های تحقیقی یا سرشماری
- هر اقدامی که هدف آن اختلال هر سامانه مخابراتی یا دیگر امکانات یا تأسیسات کشور ساحلی باشد
- هر کار دیگری که عبور و مرور مستقیماً به آن متکی نیست

در مورد عبور بی‌ضرر از تنگه‌های مورد استفاده کشتیرانی بین‌المللی، اختلافی در تفسیر حقوق دولت ساحلی و حقوق دولت‌های صاحب پرچم کشتی‌های عبوری تجاری یا نظامی وجود ندارد. بر این اساس دولت‌های ساحلی، صاحب منطقه خود در داخل تنگه هستند و می‌توانند در آنجا هرگونه بهره‌برداری انجام بدهند. ولی حق تعلیق عبور دیگران و ایجاد مزاحمت برای اعمال حق عبور بی‌ضرر توسط آنها را ندارند.